# Poecilogramma
Poecilogramma är ett släkte av insekter. Poecilogramma ingår i familjen vårtbitare.
Kladogram enligt Catalogue of Life:
| Poecilogramma | \| \| Poecilogramma annulifemur \| \| \| \| \| \| Poecilogramma cloetensi \| \| \| \| \| \| Poecilogramma striatifemur \| \| \| \| |
|               | \| \| Poecilogramma annulifemur \| \| \| \| \| \| Poecilogramma cloetensi \| \| \| \| \| \| Poecilogramma striatifemur \| \| \| \| |
|               | Poecilogramma annulifemur |
|               | |
|               | Poecilogramma cloetensi |
|               | |
|               | Poecilogramma striatifemur |
|               | |